# يلياسيس موراس
يلياسيس موراس (بالبرتغالية: Ulisses Morais‏) (22 نوفمبر 1959 بشنترين في البرتغال - ) هو مدرب كرة قدم ولاعب كرة قدم برتغالي في مركز الهجوم. لعب مع نادي براغانزا ونادي فارزيم و وUnião Montemor ‏ ونادي كوفيليا وG.D. Peniche ‏ وO Elvas C.A.D. ‏ و وU.F.C.I. Tomar ‏ وSport Benfica e Castelo Branco ‏.

## وصلات خارجية
- يلياسيس موراس على موقع قاعدة بيانات كرة القدم.إي يو (الإنجليزية)
- يلياسيس موراس على موقع Soccerway.com (الإنجليزية)
- يلياسيس موراس على موقع عالم كرة القدم.نت (الإنجليزية)